# كارل هيلتون
كارل هيلتون (بالإنجليزية: Carl Hilton)‏ هو لاعب كرة قدم أمريكية أمريكي، ولد في 28 فبراير 1964 في غالفستون في الولايات المتحدة.

## وصلات خارجية
- كارل هيلتون على موقع مرجع كرة القدم المحترفة.كوم (الإنجليزية)